# Harry Hinton
Henry Frederick Hinton conosciuto come Harry Hinton (Birmingham, 31 luglio 1909 – Belmore, 9 maggio 1978) è stato un pilota motociclistico australiano. 
La sua migliore stagione fu nel 1950, quando finì nono nel campionato del mondo classe 500 e sesto in classe 350. Hinton è stato il primo australiano a segnare punti in classe 500. 

## Biografia
Nato in Inghilterra, prima della prima guerra mondiale la sua famiglia si trasferì a Sydney in Australia, dove Harry frequentò le scuole. Iniziò a competere nel 1929, continuando anche dopo aver perso un occhio in un incidente stradale avvenuto nel 1931. Al termine della seconda guerra mondiale aprì una concessionaria di moto Norton e con tali moto continuò a gareggiare in Australia. Nel 1949 iniziò a partecipare anche ad alcune gare del neonato motomondiale in Europa.
Dopo essere rimasto ferito in un incidente al Tourist Trophy 1951 nella Junior TT lasciò l'Europa, ma continuò a correre nella sua nativa Australia ottenendo numerose vittorie, in particolare sul Circuito di Bathurst.
Ritiratosi dalle competizioni nel 1955, morì nel 1978 a Belmore, sobborgo di Sydney.
Anche due suoi figli, Harry Jr ed Eric si dedicarono alle corse motociclistiche, gareggiando contemporaneamente al Tourist Trophy 1958 e nel Gran Premio motociclistico d'Olanda 1958.

## Risultati nel motomondiale

### Classe 350
| 1949 | Classe | Moto   |    |  |    |  |   |  |  |  | Punti | Pos. |
| ---- | ------ | ------ | -- |  | -- |  | - |  |  |  | ----- | ---- |
| 1949 | 350    | Norton | 15 |  | 10 |  | 7 |  |  |  | 0     |      |

| 1950 | Classe | Moto   |    |    |   |   |   |   |  |  | Punti | Pos. |
| ---- | ------ | ------ | -- | -- | - | - | - | - |  |  | ----- | ---- |
| 1950 | 350    | Norton | 10 | 11 | 6 | 7 | 3 | 3 |  |  | 9     | 6º   |

| 1951 | Classe | Moto   |  |  |     |  |  |  |  |  | Punti | Pos. |
| ---- | ------ | ------ |  |  | --- |  |  |  |  |  | ----- | ---- |
| 1951 | 350    | Norton |  |  | Rit |  |  |  |  |  | 0     |      |

| Legenda | 1º posto        | 2º posto            | 3º posto            | A punti      | Senza punti        | Grassetto – Pole position Corsivo – Giro più veloce |
| Legenda | Gara non valida | Non qual./Non part. | Ritirato/Non class. | Squalificato | '-' Dato non disp. | Grassetto – Pole position Corsivo – Giro più veloce |

### Classe 500
| 1949 | Classe | Moto   |   |  |   |    |  |  | Punti | Pos. |
| ---- | ------ | ------ | - |  | - | -- |  |  | ----- | ---- |
| 1949 | 500    | Norton | 9 |  | 8 | 16 |  |  | 0     |      |

| 1950 | Classe | Moto   |    |   |   |     |     |  | Punti | Pos. |
| ---- | ------ | ------ | -- | - | - | --- | --- |  | ----- | ---- |
| 1950 | 500    | Norton | 10 | 6 | 3 | Rit | Rit |  | 5     | 9º   |

| Legenda | 1º posto        | 2º posto            | 3º posto            | A punti      | Senza punti        | Grassetto – Pole position Corsivo – Giro più veloce |
| Legenda | Gara non valida | Non qual./Non part. | Ritirato/Non class. | Squalificato | '-' Dato non disp. | Grassetto – Pole position Corsivo – Giro più veloce |